# Fazenda Tyn-y-Coed
A Fazenda Tyn-y-Coed é um edifício listado como grau II em Caerdeon, Barmouth, Gwynedd. Esta casa de fazenda georgiana foi construída em 1756 e posteriormente ampliada e alterada em 1884. Uma casa de fazenda construída em entulho, com telhado de ardósia, foi listada aproximadamente em 1995.